# Trave parete
Le travi parete o travi a parete o travi tozze (in anglosassone deep beams) sono delle lastre vincolate come delle travi snelle. 
Fanno parte di questo gruppo di membrature anche le mensole tozze (corbels).
Si differenziano dalle travi snelle per avere una snellezza ({\displaystyle {\frac {l}{h}}}) molto ridotta, dove:
- h è l'altezza della trave;
- l è la luce della trave.

I valori delle snellezze limite che delimitano il passaggio da travi snelle a quelle tozze sono funzione delle condizioni al contorno, e valgono:
- 2 per le travi ad una campata;
- 3 per le travi continue
- 1 per le mensole

al diminuire della snellezza la sezione trasversale della trave non rimane più rettilinea, come previsto dall'ipotesi di Bernoulli ma si ingobba.
Per tale motivo il diagramma delle deformazioni, εx, e di conseguenza quello delle tensioni normali σx non è più rettilineo (diagramma a farfalla) e si discosta da tale andamento tanto più è ridotta la snellezza.
Questo comporta che alle travi parete non può essere applicata la teoria delle travi inflesse.  
Inoltre non è più trascurabile l'influenza del taglio sulla deformazione della trave (come dimostra l'ingobbamento della sezione trasversale); pertanto la freccia della trave risulta formata da due contributi tra loro equiparabili, uno dovuto al momento flettente e l'altro al taglio.
Le tensioni tangenziali τxy possono assumere valori paragonabili a quelli delle tensioni normali σx, mentre il comportamento a lastra fa sì che non possano essere trascurate neanche le tensioni σy. 
Le travi a parete, come le mensole tozze sono classificate come D regions.
Tali membrature in calcestruzzo armato possono essere studiate sia utilizzando il metodo degli elementi finiti che quello del traliccio equivalente (strut and tie method). 
Studiando una trave parete con quest'ultimo metodo si evidenzia il comportamento ad arco-tirante di questo tipo di trave che si differenzia notevolmente da quello delle travi snelle rappresentato dal traliccio di Ritter Morsch.